# Дологодин, Владислав Николаевич
Владислав Николаевич Дологодин (род. 23 февраля 1972, Южно-Сахалинск) — украинский легкоатлет, специалист по бегу на короткие дистанции. Выступал за сборную Украины по лёгкой атлетике в 1990-х годах, обладатель двух серебряных медалей чемпионата Европы, серебряный призёр чемпионата Европы в помещении, победитель Кубка Европы, победитель и призёр первенств национального значения, действующий рекордсмен Украины в эстафете 4 × 100 метров, участник летних Олимпийских игр в Атланте. Представлял Харьков и спортивное общество «Динамо». Мастер спорта Украины международного класса.

## Биография
Владислав Дологодин родился 23 февраля 1972 года в Южно-Сахалинске.
Занимался лёгкой атлетикой в Харькове, окончил Харьковский государственный институт физической культуры (1996). Состоял в добровольном спортивном обществе «Динамо».
Впервые заявил о себе на международном уровне в сезоне 1994 года, когда вошёл в основной состав украинской национальной сборной и побывал на чемпионате Европы в помещении в Париже, откуда привёз награду серебряного достоинства, выигранную в беге на 200 метров. Позже занял второе место в эстафете 4 × 100 метров на Кубке Европы в Бирмингеме, тогда как на чемпионате Европы в Хельсинки получил серебро в дисциплине 200 метров и в эстафете 4 × 100 метров.
В 1995 году в беге на 200 метров показал второй результат на Кубке Европы в Лилле, стартовал на чемпионате мира в Гётеборге.
В 1996 году на Кубке Европы в Мадриде вместе с соотечественниками Константином Рураком, Сергеем Осовичем и Олегом Крамаренко одержал победу в эстафете 4 × 100 метров, установив при этом ныне действующий национальный рекорд Украины — 38,53. Также был здесь третьим на дистанции 100 метров и вторым на дистанции 200 метров. Благодаря череде удачных выступлений удостоился права защищать честь страны на летних Олимпийских играх в Атланте — в беге на 200 метров остановился на втором отборочном этапе, в эстафете с теми же партнёрами благополучно вышел в финал и занял в решающем забеге четвёртое место.
После атлантской Олимпиады Дологодин оставался действующим спортсменом ещё в течение одного олимпийского цикла и продолжал принимать участие в различных легкоатлетических турнирах. Так, в 1997 году он бежал эстафету 4 × 100 метров на чемпионате мира в Афинах, выбыв из борьбы за медали на стадии полуфиналов.
Завершил спортивную карьеру по окончании сезона 2000 года.
За выдающиеся спортивные достижения удостоен почётного звания «Мастер спорта Украины международного класса» (1993).
Завершив спортивную карьеру, некоторое время работал в Службе безопасности Украины, уволен в запас в офицерском звании.